# Suspicion (série télévisée, 2022)
Pour les articles homonymes, voir Suspicion.
Suspicion, ou Soupçons au Québec, est une série télévisée à suspense britannique basée sur la série israélienne False Flag. La série met notamment en vedette Uma Thurman et est diffusée entre le 4 février 2022 et le 18 mars 2022 sur Apple TV+,.

## Synopsis
La série s'inspire de la série télévisée à suspense israélienne False Flag.
Cinq personnes - trois hommes et deux femmes - voient leur vie bouleversée après avoir été identifiées par la police de Londres comme suspectes dans l'enlèvement et la disparition du fils de la magnat des médias américains Katherine Newman.

## Distribution

### Acteurs principaux
- Kunal Nayyar (VF : Nessym Guetat) : Aadesh Chopra
- Georgina Campbell (VF : Déborah Claude) : Natalie Thompson
- Elyes Gabel (VF : Damien Ferrette) : Sean Tilson
- Elizabeth Henstridge (VF : Jessica Monceau) : Tara McAllister
- Angel Coulby (VF : Annie Milon) : Vanessa Okoye
- Lydia West (VF : Kelly Marot) : Monique Thompson
- Clare Perkins (en) (VF : Virginie Emane) : Lydia  Thompson
- Tom Rhys Harries (VF : Julien Crampon) : Eddie Walker
- Noah Emmerich (VF : Constantin Pappas) : Scott Anderson
- Robert Glenister (VF : Jean-Claude Donda) : Martin Copeland
- Uma Thurman (VF : Juliette Degenne) : Katherine Newman

### Acteurs récurrents
- Ross McCall (VF : Denis Laustriat) : Owen Neilssen
- Anya McKenna-Bruce (VF : Lou Lévy) : Daisy
- Gerran Howell (en) (VF : Thomas Sagols) : Leo Newman
- Mandip Gill (VF : Victoria Grosbois) : Sonia Chopra
- Ben Bailey Smith (en) (VF : Jean-Baptiste Anoumon) : Joe Gibson
- Martin Savage (en) (VF : Fabien Jacquelin) : Reuben Carson
- Chelsea Edge (VF : Maryne Bertieaux) : Heather
- Skye Bennett (VF : Alice Orsat) : Erin
- Dominic Tighe (VF : Xavier Couleau) : Steve McAllister

 Source et légende : version française (VF) sur RS Doublage et Doublage Séries Database

## Production

### Développement
En juillet 2019, Deadline Hollywood a rapporté qu'Apple TV+ développait une version anglaise du thriller israélien primé False Flag, créé par Maria Feldman et Amit Cohen, qui sera produite par Keshet Productions, la même société derrière la série originale en hébreu, toujours selon Deadline, en mars 2020, il avait ordonné que la série, soit réalisée par Chris Long, Rob Williams servant quant à lui de showrunner. Tous deux seront également des producteurs exécutifs avec Howard Burch, Avi Nir, Anna Winger, Maria Feldman, Amit Cohen et Liat Benasuly.
En décembre 2021, il est annoncé que le programme commencera sa diffusion le 4 février 2022, en janvier suivant il est dévoilé que le programme débutera avec ses deux premier épisodes suivi par la suite d'un par semaine,.

### Attribution des rôles
Avec la commande officielle de la série en mars 2020, il fut annoncé qu'Uma Thurman a été choisie pour jouer dans Suspicion, Kunal Nayyar, Noah Emmerich, Georgina Campbell, Elyes Gabel, Elizabeth Henstridge et Angel Coulby rejoignant également la distribution,.
En novembre 2020, il a été signalé que Tom Rhys Harries avait rejoint la distribution.

### Tournage
En mars 2020, la production aurait commencé au Royaume-Uni, mais a dû être suspendue en raison de la pandémie de Covid-19.
En septembre 2020, Apple TV+ se préparerait à reprendre le tournage en Angleterre, le tournage ayant confirmé avoir commencé en novembre 2020 à Brixham,.
Le tournage a également eu lieu à New York en mai 2021, plusieurs membres de la distribution étant vus sur le plateau à Central Park, Washington Square Park et dans l'Upper East Side. Uma Thurman a révélé sur Instagram que le tournage de la première saison s'est achevé le 18 mai 2021.

## Épisodes
La série a commencé sa diffusion le 4 février 2022 avec deux épisodes.
1. Premiers suspects (Persons of Interest)
2. Le doute est permis (Room for Doubt)
3. Des inconnus (Strangers)
4. Connais ton ennemi (The Devil You Know)
5. À quoi ressemble un kidnappeur ? (What Does a Kidnapper Look Like?)
6. L'Homme invisible (Be the Gray Man)
7. Questions de confiance (Questions of Trust)
8. Bas les masques (Unmasked)